# Orešje nad Sevnico
Orešje nad Sevnico este o localitate din comuna Sevnica, Slovenia, cu o populație de 173 de locuitori.